# Auisle
Auisle (nórdico antiguo: Ásl o Auðgísl; anglosajón: Eowils, m. 867) fue un caudillo hiberno-nórdico, monarca vikingo del reino de Dublín en la segunda mitad del siglo IX, hipotéticamente hijo de Gofraid de Lochlann.
Según los Anales fragmentarios de Irlanda, Auisle era el hermano menor de Amlaíb Conung e Ímar. Otras fuentes mencionan un cuarto hermano, Hálfdan. Aunque no fuesen realmente hermanos, los anales irlandeses asocia a los tres como reyes de Dublín. Auisle se cita por primera en 863 cuando dirige un gran ejército para saquear la prehistórica necrópolis Brú na Bóinne.
Auisle no vuelve a ser mencionado hasta 866 cuando une sus fuerzas con Amlaíb en una expedición al norte de Inglaterra. Mientras Ímar parece que se unió al gran ejército pagano en sus incursiones en Mercia, East Anglia y Northumbria, Auisle y Amlaíb devastaron Fortriu y Pictia, tomando rehenes y permaneciendo todo el invierno en la región.
En 867 los Anales de Ulster cita:
Auisle, uno de los tres reyes de los paganos, fue asesinado por sus hermanos en el engaño y el parricidio.
Según los anales fragmentarios (año 867): 
Hubo un encuentro entre Óisle, hijo del rey de Noruega, y Amlaíb, su hermano. El rey tuvo tres hijos: Amlaíb, Imar y Óisle. Óisle era el menor, pero el más grande en valor, él eclipsó a los irlandeses en lanzamiento de jabalinas y fuerza con lanzas. Él superó a los noruegos con espadas y disparando flechas. Sus hermanos le odiaban, y Amlaíb sobre todo; el motivo no se sabe por el tiempo que pasó. Los dos hermanos, Amlaíb e Imar, fueron a consultar el asunto sobre el joven óisle; escondieron las razones para matarlo, no las dijeron, en su lugar buscaron excusas para poder matarle; y más tarde decidieron matarle.
Los anales fragmentarios amplían la información, mencionando que Amlaíb mató a Auisle por una disputa sobre la mujer de Amlaíb. 

## Herencia
El único descendiente de Auisle aparece en los Anales de Ulster sin nombre y murió en 883:
<…>el hijo de Auisle murió en manos del hijo de Iergne y la hija de Mael Sechnaill.